# 絶対★妹至上主義!!
『絶対★妹至上主義!!』（ぜったいいもうとしじょうしゅぎ）は、2007年1月26日に脳内彼女より発売された18禁恋愛アドベンチャーゲーム。同ブランドの処女作でもある。通常版は同年11月16日に発売、ダウンロード版は2010年9月17日に発売。

## 作品
「妹に責められる兄」をテーマに掘り下げた作品。年下の可愛い妹から性的ないたずらやおしおきを受ける内容となっており、主人公は兄としての威厳を守るため、奮闘する姿が描かれている妹ゲー。2007年度美少女ゲームアワードのメディア支持賞受賞作品でもあり、「全てのお兄ちゃんに捧げる抱腹絶倒のラブコメディ」とも評されている。

## 制作
2006年10月22日に本作の制作発表がなされ、ストーリーやキャラクターなどの概要が公開された。その後の11月17日に担当声優が明らかとなり、同月27日には主題歌が初公開となった。発売日は11月30日に発表、それと同時に「妹たちとの遭遇！」と銘打つ、作品内容についての紹介コーナーが設けられており、第11回目まで更新されている。翌月1日にはデモムービーの発表、10日からはバナーキャンペーンが開始され、システムボイスが参加者全員にプレゼントされた。その他にも色紙プレゼントキャンペーンやキャラクター人気投票、クリスマスイベントといった様々な企画が行われている。12月17日には体験版が公開され、27日には初回版のパッケージ絵がお披露目となった。2007年1月11日にはマスターアップし、発売日を迎えた。発売後の2月3日には修正パッチがアップロードされ、壁紙やカウントダウンボイスのような関連コンテンツも随時公開されている。

## ストーリー
女性ばかりの家族に生まれた主人公、友里信一は、姉妹たちからぞんざいな扱いを受ける不運な幼少期を過ごしていた。しかしながら、姉は就職や進学に伴い実家を離れ、家に残った妹、湊とは円滑な関係を築けるようになり、穏やかな日々が訪れたかに思えた。が、突然父親が養子として受け入れた少女、海音が妹として招き入れられ、彼女は主人公のことを前世の恋人だと意味不明なことを主張する。その上で主人公が一番苦手な妹、円が実家に帰ってくることで、主人公の威厳は地に落ちてしまう。そして家には主人公の幼馴染、霧崎ゆかりまでもが訪れる。彼女たちの兄である主人公は幼い時の経験や貧弱な女性経験ゆえにちぢこまってしまうが、その状況をなんとかしようと、家庭内でのイニシアチブを奪還するための計画を開始する。

## 登場人物
女だらけの家に生まれ育った友里 信一は、姉妹たちに翻弄される人生を送ってきたが、湊を除く姉妹全員がそれぞれの理由で家を出ていったこともあり、がさつな湊になめられながらも、楽しい日々を過ごしていた。
だが、春休みのある日、信一の父親が養女として引き取った海音は、一見するとおとなしいが、信一を前世の恋人と信じて疑わぬ妄想癖の激しい人物であった。
しかも、信一が最も苦手とする実妹・円が春休みということで帰省したうえ、幼馴染の霧崎ゆかりまでもが友里家に来てしまった。
妹たちに囲まれてしまった信一は、兄の威厳を取り戻すべく策を練ることにした。

### 主人公
友里 信一（ともさと しんいち）
本作の主人公。女だらけの家に生まれ育ち、実際に姉妹たちからぞんざいな扱いを受けたことから、女性に対して疑い深く、妹に対しても強気になることができない。

### ヒロイン
友里 円（ともさと まどか）
声 - カンザキカナリ
身長145cm、体重40kg、3サイズ：69/51/68
信一の実妹。普段は全寮制の学校に通っているが、休みの間は実家に帰省している。自らの論理を重視しており、それに矛盾がなければどんな行動もいとわないため、世間の常識とはずれが生じている。兄にしっかりしたもらいたいという思いから、ついきつい態度をとってしまう。
友里 海音（ともさと あまね）
声 - 岩泉まい
身長149cm、体重43kg、3サイズ：82/54/79
信一の義妹。信一の父親に養女として引き取られた経緯がある。物静かだが、執着心が強い上に妄想癖があり、義兄を前世の恋人と信じて疑わない。また、オカルトや薬物にも詳しい。
友里 湊（ともさと みなと）
声 - 金松由花
身長152cm、体重53kg、3サイズ：75/55/76
信一の実妹で、姉妹たちの中で唯一実家に残っていた。兄とは仲が良いものの、がさつで遠慮しない性格もあり、兄からは女らしさに欠けていると思われている。
霧崎 ゆかり（きりさき ゆかり）
声 - 春日アン
身長153cm、体重49kg、3サイズ：78/53/76
信一の年下の幼馴染。感情表現に乏しい一方、物言いははっきりしている。
これまで、生活能力に欠ける信一と湊の代わりに家事を引き受けてきたが、新しく友里家の一員となった海音を警戒し、庭先に張ったテントから海音を監視している。

### サブキャラクター
霧崎 伸彦（きりさき のぶひこ）
声 - 原田友貴
ゆかりの実兄で、信一の友人にして良き相談相手でもある。信一とはアダルトビデオやエロ本などを共有している。

## スタッフ
- ディレクター - 西田一
- 原画 - 結城しん・遊月ことな
- シナリオ - 蒼夜・結月・影花
- 音楽 - 磯村カイ (TONAKAI sound works)・Sound Team UI-70

## 主題歌
「革命★キッス！ Kiss! Kiss! Revolution!」
歌 - 藤原鞠菜 / 作詞・作曲 - 磯村カイ (TONAKAI sound works)

## 関連商品

### ドラマCD
- 初回特典ドラマCD
第一話「友里家の日常」
第二話「伸彦の日」
第三話「人形の家」
- 妹から弄られるドラマCD（もちろん性的な意味で）

## 評価
本作は、 2007年度美少女ゲームアワードでメディア支持賞を受賞した。
また、本作は同賞のフェチ部門にもノミネートされていたが、惜しくも受賞を逃し、選考者のひとりであるPC PRESSの編集長の津田は最後まで選考に悩んだことを明かしている。